# Busenebrønden
Busenebrønden, Budsenebrønden eller Busene offerbrønd er formentlig en brønd fra Østmøn. Det eneste der er fundet af den, er en udhulet elletræstamme, der med stor sikkerhed har fungeret som brøndkasse. Busenebrønden er dateret til ca. 800 f.Kr.
Den udhulede træstamme har fungeret som brøndkasse i bronzealderen og har givet navn til Busenebrønden. Knoglerne og smykkerne kan kun være ofrede. Det er usædvanligt, da ofringer i bronzealderen lagdes i søer og moser. 

## Historie
I 1903 stødte gårdejer Jørgen Pedersen på en udhulet træstamme under oprensning af en skelgrøft. I den udhulede elletræstamme, som var ompakket med sten, fandt han til sin overraskelse dyreknogler og smukke bronzesmykker. Knoglerne var fra hund, får, svin, ko og hest. Smykkerne var kvindesmykker: tre spiralarmringe og tre bæltesmykker.
Fundet vakte behørig opsigt, og Nationalmuseets direktør Sophus Müller rejste selv til Møn for at undersøge fundstedet nærmere. Jørgen Pedersen fik 400 kr. (ca. 27.000 i 2013-DKK i danefægodtgørelse.
Genstandene udstilles Nationalmuseet i oldtidsafdelingen.